# Hans Bergen
Pour les articles homonymes, voir Bergen.
Hans Bergen (né le 5 mars 1890 à Munich et mort le 17 février 1957 à Landshut) est un Generalleutnant allemand qui a servi au sein de la Heer dans la Wehrmacht pendant la Seconde Guerre mondiale.
Il a été récipiendaire de la croix de chevalier de la croix de fer. Cette décoration est attribuée pour récompenser un acte d'une extrême bravoure sur le champ de bataille ou un commandement militaire avec succès.

## Biographie
Le père de Hans Bergen, Fritz Bergen (de), est peintre, tout comme son frère Claus Bergen.
Le 25 septembre 1910, il rejoint le 10e régiment d'infanterie royal bavarois (de) à Ingolstadt en tant que porte-drapeau.
Hans Bergen est capturé en 1945 par les forces alliés de l'ouest et est libéré en 1947.

## Promotions
| Unteroffizier          | 24 décembre 1910 |
| Fähnrich               | 25 mai 1911      |
| Leutnant               | 28 octobre 1912  |
| Oberleutnant           | 14 janvier 1916  |
| Hauptmann              | 1er octobre 1918 |
| Polizei-Oberleutnant   | 1er octobre 1920 |
| Polizei-Hauptmann      | 27 juin 1929     |
| Polizei-Major          | 22 décembre 1933 |
| Polizei-Oberstleutnant | 1er mars 1935    |
| Oberstleutnant         | 15 octobre 1935  |
| Oberst                 | 1er octobre 1937 |
| Generalmajor           | 1er octobre 1941 |
| Generalleutnant        | 1er octobre 1943 |

## Décorations
- Croix de fer (1914)
  - 2e classe
  - 1re classe
- Insigne des blessés (1914)
  - en Noir
- Croix d'honneur pour combattants 1914-1918
- Médaille de l'Anschluss
- Médaille des Sudètes
- Agrafe de la croix de fer (1939)
  - 2e classe (25 septembre 1939)
  - 1re classe (26 novembre 1939)
- Insigne des blessés (1939)
  - en Argent (24 décembre 1940)
- Médaille du Front de l'Est (15 août 1942)
- Croix de chevalier de la croix de fer
  - Croix de chevalier le 9 juillet 1941 en tant que Oberst et commandant du Infanterie-Regiment 187[1]

### Citations
1. ↑  Fellgiebel 2000, p. 110.

### Source
- (en) Cet article est partiellement ou en totalité issu de l’article de Wikipédia en anglais intitulé « Hans Bergen » (voir la liste des auteurs).